# 3037 Alku
Alku (asteroide 3037) é um asteroide da cintura principal com um diâmetro de 18,91 quilómetros, a 2,1765536 UA. Possui uma excentricidade de 0,1870379 e um período orbital de 1 600,08 dias (4,38 anos).
Alku tem uma velocidade orbital média de 18,20301018 km/s e uma inclinação de 18,98641º.
Este asteroide foi descoberto em 17 de janeiro de 1944 por Yrjö Väisälä.